# Turn- und Spielvereinigung Koblenz 1911 2007-2008
Questa voce raccoglie le informazioni riguardanti il Turn- und Spielvereinigung Koblenz 1911 nelle competizioni ufficiali della stagione 2007-2008.

## Stagione
Nella stagione 2007-2008 il Coblenza, allenato da Uwe Rapolder, concluse il campionato di 2. Bundesliga al 10º posto. In Coppa di Germania il Coblenza fu eliminato al secondo turno dall'Arminia Bielefeld.

## Rosa
| N. |                                 | Ruolo | Calciatore         |
| -- | ------------------------------- | ----- | ------------------ |
| 1  | Germania (bandiera)             | P     | Dennis Eilhoff     |
| 33 | Germania (bandiera)             | P     | Michael Gurski     |
| 5  | Bosnia ed Erzegovina (bandiera) | D     | Branimir Bajić     |
| 22 | Corea del Sud (bandiera)        | D     | Cha Du-ri          |
| 2  | Paesi Bassi (bandiera)          | D     | Brenny Evers       |
| 8  | Germania (bandiera)             | D     | Martin Forkel      |
| 16 | Stati Uniti (bandiera)          | D     | Josh Grenier       |
| 6  | Germania (bandiera)             | D     | Manuel Hartmann    |
| 13 | Serbia (bandiera)               | D     | Marko Lomić        |
| 24 | Slovenia (bandiera)             | D     | Matej Mavrič       |
| 25 | Burkina Faso (bandiera)         | D     | Alassane Ouédraogo |
| 18 | Germania (bandiera)             | D     | Andreas Richter    |
| 3  | Germania (bandiera)             | D     | Frank Wiblishauser |

| N. |                       | Ruolo | Calciatore               |
| -- | --------------------- | ----- | ------------------------ |
| 19 | Montenegro (bandiera) | C     | Ardijan Djokaj           |
| 10 | Germania (bandiera)   | C     | Anel Džaka               |
| 20 | Argentina (bandiera)  | C     | Gabriel Héctor Fernández |
| 27 | Germania (bandiera)   | C     | Johannes Göderz          |
| 17 | Germania (bandiera)   | C     | Phillipp Langen          |
| 26 | Grecia (bandiera)     | C     | Evangelos Nessos         |
| 21 | Slovenia (bandiera)   | C     | Goran Šukalo             |
| 7  | Germania (bandiera)   | C     | Sascha Traut             |
| 4  | Germania (bandiera)   | C     | Rüdiger Ziehl            |
| 29 | Algeria (bandiera)    | A     | Noureddine Daham         |
| 15 | Finlandia (bandiera)  | A     | Njazi Kuqi               |
| 14 | Germania (bandiera)   | A     | Tayfun Pektürk           |
| 11 | Albania (bandiera)    | A     | Fatmir Vata              |

## Organigramma societario
Area tecnica
- Allenatore: Uwe Rapolder
- Allenatore in seconda: Mario Basler, Uwe Koschinat
- Preparatore dei portieri: Peter Auer
- Preparatori atletici:

## Risultati

### 2. Bundesliga

#### Girone di andata
| Arbitro: | Fleischer |

|                                       |           |           |
| Feulner 5’, 56’ Ruman 55’ Vrančić 72’ | Marcatori | 43’ Džaka |

| Arbitro: | Schmidt |

|                      |           |             |
| Bajić 31’ Šukalo 84’ | Marcatori | 70’ Szabics |

| Arbitro: | Welz |

|            |           |  |
| Trojan 55’ | Marcatori |  |

| Arbitro: | Sippel |

|                        |           |                                 |
| Šukalo 12’ Bogavac 53’ | Marcatori | 38’ Bellinghausen 66’ Jendrišek |

| Arbitro: | Schriever |

|               |           |                |
| Omodiagbe 39’ | Marcatori | 29’, 42’ Daham |

| Arbitro: | Kircher |

|           |           |                    |
| Džaka 31’ | Marcatori | 37’, 71’ Novakovič |

| Arbitro: | Willenborg |

|                                |           |  |
| Vata 29’ Džaka 38’ Bogavac 49’ | Marcatori |  |

| Arbitro: | Lupp |

|                   |           |                       |
| Di Salvo 27’, 60’ | Marcatori | 36’ Šukalo 86’ Djokaj |

| Arbitro: | Perl |

|  |           |                                                 |
|  | Marcatori | 2’ Paauwe 35’, 78’ Friend 79’ Rösler 90’ Rafael |

| Arbitro: | Seemann |

|            |           |            |
| Türker 60’ | Marcatori | 42’ Djokaj |

| Arbitro: | Schößling |

|             |           |  |
| Bogavac 50’ | Marcatori |  |

| Arbitro: | Aytekin |

|                                            |           |                 |
| Benčík 52’ Pitroipa 64’ Mesic 85’ Aogo 89’ | Marcatori | 66’, 78’ Djokaj |

| Coblenza 13 novembre 2007, ore 18:00 CET 13ª giornata | Coblenza | 0 – 0 referto | Paderborn | Stadion Oberwerth (7 348 spett.)\| Arbitro: \| Hartmann \| |
| Arbitro:                                              | Hartmann |               |           |                                                            |

| Arbitro: | Bandurski |

|  |           |                   |
|  | Marcatori | 67’ Şahin 81’ Cha |

| Arbitro: | Frank |

|                      |           |                        |
| Šukalo 43’ Džaka 64’ | Marcatori | 7’ Salihović 50’ Obasi |

| Aue 7 dicembre 2007, ore 18:00 CET 16ª giornata | Erzgebirge Aue | 0 – 0 referto | Coblenza | Erzgebirgsstadion (7 500 spett.)\| Arbitro: \| Fischer \| |
| Arbitro:                                        | Fischer        |               |          |                                                           |

| Coblenza 14 dicembre 2007, ore 18:00 CET 17ª giornata | Coblenza | 0 – 0 referto | Alemannia Aquisgrana | Stadion Oberwerth (11 242 spett.)\| Arbitro: \| Wagner \| |
| Arbitro:                                              | Wagner   |               |                      |                                                           |

#### Girone di ritorno
| Arbitro: | Zwayer |

|              |           |             |
| Hartmann 36’ | Marcatori | 11’ Subotić |

| Arbitro: | Stachowiak |

|            |           |  |
| Müller 23’ | Marcatori |  |

| Arbitro: | Schalk |

|          |           |            |
| Kuqi 88’ | Marcatori | 53’ Trojan |

| Arbitro: | Perl |

|                        |           |                          |
| Reinert 17’ Ziemer 76’ | Marcatori | 25’, 50’ Djokaj 45’ Kuqi |

| Arbitro: | Bandurski |

|                        |           |  |
| Djokaj 17’ Pektürk 90’ | Marcatori |  |

| Arbitro: | Grudzinski |

|               |           |  |
| Novakovič 54’ | Marcatori |  |

| Arbitro: | Schößling |

|  |           |             |
|  | Marcatori | 90’ Richter |

| Arbitro: | Winkmann |

|                                                       |           |            |
| Thorandt 17’ (aut.) Berhalter 23’ (aut.) Hartmann 67’ | Marcatori | 14’ Göktan |

| Arbitro: | Meyer |

|                  |           |  |
| Bajić 90’ (aut.) | Marcatori |  |

| Arbitro: | Seemann |

|          |           |             |
| Vata 56’ | Marcatori | 33’ Agritis |

| Arbitro: | Gagelmann |

|                        |           |  |
| De Wit 33’ Frommer 76’ | Marcatori |  |

| Arbitro: | Schalk |

|                         |           |                           |
| Kuqi 3’ Djokaj 49’, 57’ | Marcatori | 19’ Glockner 59’ Idrissou |

| Arbitro: | Anklam |

|                                  |           |                       |
| Fischer 18’ Löbe 27’ Bogavac 33’ | Marcatori | 28’ Kuqi 50’ Hartmann |

| Arbitro: | Frank |

|                         |           |  |
| Fernández 42’ Daham 46’ | Marcatori |  |

| Arbitro: | Stachowiak |

|                           |           |            |
| Weis 43’ Ba 53’ Obasi 85’ | Marcatori | 64’ Mavrič |

| Arbitro: | Schmidt |

|                       |           |                 |
| Daham 78’ Pektürk 87’ | Marcatori | 58’, 75’ Sykora |

| Arbitro: | Kircher |

|                   |           |                           |
| Šukalo 47’ (aut.) | Marcatori | 56’, 84’ Djokaj 59’ Bajić |

### Coppa di Germania
| Arbitro: | Zwayer |

|  |           |                          |
|  | Marcatori | 11’, 26’ Lomić 18’ Džaka |

| Arbitro: | Fleischer |

|            |           |                 |
| Mavrič 39’ | Marcatori | 4’, 106’ Eigler |

## Statistiche

### Statistiche di squadra
| Competizione      | Punti | In casa | In casa | In casa | In casa | In casa | In casa | In trasferta | In trasferta | In trasferta | In trasferta | In trasferta | In trasferta | Totale | Totale | Totale | Totale | Totale | Totale | DR |
| Competizione      | Punti | G       | V       | N       | P       | Gf      | Gs      | G            | V            | N            | P            | Gf           | Gs           | G      | V      | N      | P      | Gf     | Gs     | DR |
| ----------------- | ----- | ------- | ------- | ------- | ------- | ------- | ------- | ------------ | ------------ | ------------ | ------------ | ------------ | ------------ | ------ | ------ | ------ | ------ | ------ | ------ | -- |
| 2. Bundesliga     | 47    | 17      | 7       | 8       | 2       | 26      | 20      | 17           | 5            | 3            | 9            | 20           | 27           | 34     | 12     | 11     | 11     | 46     | 47     | -1 |
| Coppa di Germania | -     | 1       | 0       | 0       | 1       | 1       | 2       | 1            | 1            | 0            | 0            | 3            | 0            | 2      | 1      | 0      | 1      | 4      | 2      | +2 |
| Totale            | -     | 18      | 7       | 8       | 3       | 27      | 22      | 18           | 6            | 3            | 9            | 23           | 27           | 36     | 13     | 11     | 12     | 50     | 49     | +1 |

### Andamento in campionato
| Giornata  | 1  | 2  | 3  | 4  | 5  | 6  | 7  | 8  | 9  | 10 | 11 | 12 | 13 | 14 | 15 | 16 | 17 | 18 | 19 | 20 | 21 | 22 | 23 | 24 | 25 | 26 | 27 | 28 | 29 | 30 | 31 | 32 | 33 | 34 |
| --------- | -- | -- | -- | -- | -- | -- | -- | -- | -- | -- | -- | -- | -- | -- | -- | -- | -- | -- | -- | -- | -- | -- | -- | -- | -- | -- | -- | -- | -- | -- | -- | -- | -- | -- |
| Luogo     | T  | C  | T  | C  | T  | C  | C  | T  | C  | T  | C  | T  | C  | T  | C  | T  | C  | C  | T  | C  | T  | C  | T  | T  | C  | T  | C  | T  | C  | T  | C  | T  | C  | T  |
| Risultato | P  | V  | P  | N  | V  | P  | V  | N  | P  | N  | V  | P  | N  | V  | N  | N  | N  | N  | P  | N  | V  | V  | P  | V  | V  | P  | N  | P  | V  | P  | V  | P  | N  | V  |
| Posizione | 18 | 18 | 18 | 18 | 17 | 17 | 15 | 15 | 16 | 16 | 16 | 16 | 16 | 15 | 15 | 16 | 14 | 14 | 15 | 16 | 15 | 14 | 14 | 13 | 10 | 11 | 11 | 14 | 11 | 12 | 11 | 11 | 11 | 10 |

Legenda:

Luogo: C = Casa; T = Trasferta. Risultato: V = Vittoria; N = Pareggio; P = Sconfitta.

### Statistiche dei giocatori
| Giocatore       | 2. Bundesliga | 2. Bundesliga | 2. Bundesliga | 2. Bundesliga | Coppa di Germania | Coppa di Germania | Coppa di Germania | Coppa di Germania | Totale   | Totale | Totale      | Totale     |
| Giocatore       | Presenze      | Reti          | Ammonizioni   | Espulsioni    | Presenze          | Reti              | Ammonizioni       | Espulsioni        | Presenze | Reti   | Ammonizioni | Espulsioni |
| --------------- | ------------- | ------------- | ------------- | ------------- | ----------------- | ----------------- | ----------------- | ----------------- | -------- | ------ | ----------- | ---------- |
| D. Eilhoff      | 33            | 0             | 1             | 0             | 2                 | 0                 | 0                 | 0                 | 35       | 0      | 1           | 0          |
| M. Gurski       | 1             | 0             | 0             | 0             | -                 | -                 | -                 | -                 | 1        | 0      | 0           | 0          |
| B. Bajić        | 25            | 2             | 4             | 2             | 2                 | 0                 | 1                 | 0                 | 27       | 2      | 5           | 2          |
| D. Cha          | 28            | 1             | 1             | 0             | -                 | -                 | -                 | -                 | 28       | 1      | 1           | 0          |
| B. Evers        | 6             | 0             | 1             | 0             | -                 | -                 | -                 | -                 | 6        | 0      | 1           | 0          |
| M. Forkel       | 22            | 0             | 3             | 0             | 2                 | 0                 | 0                 | 0                 | 24       | 0      | 3           | 0          |
| J. Grenier      | 9             | 0             | 2             | 0             | -                 | -                 | -                 | -                 | 9        | 0      | 2           | 0          |
| M. Hartmann     | 32            | 3             | 4             | 0             | 1                 | 0                 | 0                 | 0                 | 33       | 3      | 4           | 0          |
| M. Lomić        | 30            | 0             | 9             | 0             | 1                 | 2                 | 0                 | 0                 | 31       | 2      | 9           | 0          |
| M. Mavrič       | 26            | 1             | 6             | 1             | 2                 | 1                 | 0                 | 0                 | 28       | 2      | 6           | 1          |
| A. Ouédraogo    | 3             | 0             | 0             | 0             | -                 | -                 | -                 | -                 | 3        | 0      | 0           | 0          |
| A. Richter      | 20            | 1             | 2             | 0             | 2                 | 0                 | 0                 | 0                 | 22       | 1      | 2           | 0          |
| F. Wiblishauser | 13            | 0             | 1             | 0             | 1                 | 0                 | 0                 | 0                 | 14       | 0      | 1           | 0          |
| A. Djokaj       | 26            | 11            | 4             | 0             | 1                 | 0                 | 0                 | 0                 | 27       | 11     | 4           | 0          |
| A. Džaka        | 30            | 4             | 4             | 0             | 2                 | 1                 | 0                 | 0                 | 32       | 5      | 4           | 0          |
| G. Fernández    | 15            | 1             | 2             | 0             | -                 | -                 | -                 | -                 | 15       | 1      | 2           | 0          |
| J. Göderz       | 1             | 0             | 0             | 0             | -                 | -                 | -                 | -                 | 1        | 0      | 0           | 0          |
| P. Langen       | 8             | 0             | 2             | 0             | 1                 | 0                 | 0                 | 0                 | 9        | 0      | 2           | 0          |
| E. Nessos       | -             | -             | -             | -             | -                 | -                 | -                 | -                 | -        | -      | -           | -          |
| G. Šukalo       | 20            | 4             | 5             | 0             | 2                 | 0                 | 0                 | 0                 | 22       | 4      | 5           | 0          |
| S. Traut        | 12            | 0             | 2             | 0             | 1                 | 0                 | 0                 | 0                 | 13       | 0      | 2           | 0          |
| R. Ziehl        | 12            | 0             | 2             | 0             | -                 | -                 | -                 | -                 | 12       | 0      | 2           | 0          |
| N. Daham        | 21            | 4             | 1             | 0             | 1                 | 0                 | 0                 | 0                 | 22       | 4      | 1           | 0          |
| N. Kuqi         | 9             | 4             | 0             | 1             | -                 | -                 | -                 | -                 | 9        | 4      | 0           | 1          |
| T. Pektürk      | 20            | 2             | 2             | 0             | 1                 | 0                 | 0                 | 0                 | 21       | 2      | 2           | 0          |
| F. Vata         | 30            | 2             | 7             | 0             | 2                 | 0                 | 0                 | 0                 | 32       | 2      | 7           | 0          |
| D. Bogavac      | 12            | 3             | 0             | 0             | 2                 | 0                 | 0                 | 0                 | 14       | 3      | 0           | 0          |
| A. Položani     | 2             | 0             | 0             | 0             | 1                 | 0                 | 0                 | 0                 | 3        | 0      | 0           | 0          |
| K. Şahin        | 7             | 1             | 1             | 0             | 1                 | 0                 | 0                 | 0                 | 8        | 1      | 1           | 0          |